# Жори
Жо́ри (пол. Żory, нім. Sohrau, чеськ. Žory) — місто з правами повіту на півдні Польщі, в Сілезькому воєводстві, історично у Верхній Сілезії.
Це одне з міст, що належать до Рибницького вугільного району. 
Зараз місто виконує комерційні, сервісні та логістичні функції.
За даними Центрального статистичного управління станом на 31 грудня 2021 року, населення Жори становило 61 839 осіб і було 17-м за чисельністю населення містом у Сілезькому воєводстві та 62-м за чисельністю населення містом у Польщі.

## Історія

#### Ранні роки
У часи формування держави Полян, території сучасних Жор були заселені племенем Голенсичів. Ці території були частиною Великоморавської держави, а потім, приблизно в 921 році, перейшли під владу Чехії.
Назва Жори вперше згадується у 1258 році. 24 лютого 1272 року князь Опольсько-Ратиборський Владислав надав селу міські права (за магдебурзьким правом). Місто отримало овальну форму з прямокутною ринковою площею, двома брамами (Краківською та Цешинською) та оборонними мурами.
У 1327 році князівство рациборське, а разом з ним і Жори, стало чеським леном. 
У 1336 році князівство перейшло до Пржемисловичів. Жори були облогою польських військ у 1345 році, гуситів у 1433 році та угорців у 1473 році. 
З 1521 по 1532 рік князівство належало силезьким П'ястам, а пізніше на 20 років до Гогенцоллернів. 
У 1526 році Жори стали частиною держави Габсбургів.

#### Тридцятирічна війна та пруське правління
Під час Тридцятирічної війни у 1627 році Жори були захоплені протестантськими військами, а потім здобуті й пограбовані католицькими військами. 
З 1645 по 1666 роки Жори були під владою Ваза. Після першої Сілезької війни у 1742 році місто стало частиною Пруссії аж до 1921 року. XIX століття принесло індустріалізацію міста, включаючи створення заводу „Waleska”, ливарного заводу „Pawła” і парового млина. 
У 1837 році Жори мали 2800 мешканців, 250 будинків, дві католицькі церкви та два шпиталі. 
У 1865 році 1264 мешканців говорили німецькою мовою, а 2398 — польською.

#### Міжвоєнний період
У Жорах діяло багато польських соціальних і культурних організацій, таких як Гімнастичне товариство „Сокіл”, Союз польських товариств, Освітнє товариство Верхньої Сілезії імені св. Яцека та хор „Фенікс”. Жителі Жор брали участь у трьох сілезьких повстаннях. 
На плебісциті 1921 року більшість мешканців проголосувала за залишення у Німеччині. В результаті III сілезького повстання місто опинилося у складі Польщі як частина автономного Сілезького воєводства.

#### Друга світова війна та після неї
1 вересня 1939 року Жори були захоплені Вермахтом, а в жовтні включені до складу Третього Рейху. Під час війни в місті існував  нацистський концтаборів № 95 Зорау. 
У січні 1945 року через Жори проходили марші смерті з таборів Аушвіц-Біркенау. Бої Червоної армії з німецькими військами призвели до знищення 80% забудови міста. Після війни Жори були інтенсивно відбудовані.

#### Повоєнний період
У 70-х і 80-х роках XX століття Жори переживали інтенсивний демографічний розвиток, пов'язаний з розвитком видобутку кам'яного вугілля. 
Після 1989 року реструктуризація гірничодобувної промисловості призвела до зростання безробіття, а місто змінило свій характер з промислового на торгово-сервісний, створивши підзону Катовіцької спеціальної економічної зони й Жорський промисловий парк.

## Демографія
Демографічна структура станом на 31 березня 2011 року:
|          | Загалом | Допрацездатний вік | Працездатний вік | Постпрацездатний вік |
| -------- | ------- | ------------------ | ---------------- | -------------------- |
| Чоловіки | 30581   | 6093               | 22186            | 2302                 |
| Жінки    | 31514   | 5747               | 20581            | 5186                 |
| Разом    | 62095   | 11840              | 42767            | 7488                 |

## Економіка
Більшість суб'єктів господарювання в Жорах займаються:
- Оптова, роздрібна торгівля або ремонт автомобілів – 26,7% від усіх одиниць,
- Будівництво – 14,5%,
- Професійна, наукова і технічна діяльність – 9,3%,
- Промисловість – 8%.

Середня місячна брутто-зарплата (2020) у злотих – 4781,16 злотих, тобто 86,6% від середнього національного.
Рівень безробіття в Жорах низький порівняно з національною ситуацією. За даними Головного статистичного управління, у вересні 2020 року рівень безробіття в місті становив 5,2% (для Польщі – 6,1%). На той час у ПУП Жори було зареєстровано приблизно 1,1 тис. безробітний.